# Thương Dung
Thương Dung (tiếng Trung: 商容; bính âm: Shang Rong), họ Tử, thị Thương, là đại thần thời Thương trong lịch sử Trung Quốc.

## Cuộc đời
Thương Dung có khả năng là thành viên thuộc công tộc nhà Thương, giữ chức quan quản lý lễ nhạc, là hiền giả đương thời, được bá tánh yêu quý. Cuối thời Thương, Thương Dung muốn dùng lễ nhạc khuyên bảo Đế Tân, nên bị Đế Tân chán ghét, phế bỏ chức vụ, bắt giam giống như Cơ Tử. Sau khi được phóng thích, Thương Dung chán nản với thời cuộc, lên núi Thái Hành ở ẩn.
Chu Vũ vương diệt Thương, sai người phóng thích Cơ Tử, viếng mộ Tỉ Can, mời Thương Dung ra giữ chức cũ. Thương Dung từ chối:
Ta từng thử theo cách của mã phu, muốn giáo hóa Trụ là không được, là ngu vậy; không can gián mà quy ẩn núi rừng, không dũng vậy. Ta vô năng vô dũng, không đủ năng lực giữ chức tam công.
Kẻ quân tử đương thời nghe nói việc này, đánh giá:
Thương Dung có thể tự tỉnh ngộ mà đánh giá đúng năng lực của bản thân, đây là quân tử chân chính a! Xa xa tránh khỏi cái sai ăn cơm! Kinh Thi có nói: Người quân tử kia, không thể ngồi không mà ăn, chính là nói người như Thương tiên sinh đó!

## Truyền thuyết
Sách Đế vương thế kỷ của Hoàng Phủ Mật thời Tây Tấn có chép lại câu chuyện Thương Dung cùng dân chúng ra xem quân Chu vào đất Ân (Ân Giao).
Dân thấy Tất công, nói rằng:
Đây là vua mới của ta.
Thương Dung nói:
Không phải. Mặt người này tỏ vẻ sốt ruột, là kẻ quân tử run sợ trước việc lớn mà thôi.
Dân thấy Thái công, nói rằng:
Đây là vua mới của ta.
Thương Dung nói:
Cũng không phải. Người này ngồi như mãnh hổ, đứng như hùng ưng, suất lĩnh binh tướng, gấp bội uy nghiêm; thấy lợi tiến quân, không màng phía sau, là kẻ quân tử cầm quân tiến thoái quả cảm mà thôi.
Dân thấy Chu công, nói rằng:
Đây là vua mới của ta.
Thương Dung nói:
Không phải. Người này vui làm việc tốt, chí ở trừ tai, không phải thiên tử, chính là tướng quốc, là kẻ khiến người đời được chiêm ngưỡng Thánh nhân.
Dân thấy Vũ vương, nói rằng:
Đây là vua mới của ta.
Thương Dung nói:
Đúng rồi, là hắn! Thánh nhân vì thiên hạ thảo phạt ác nhân, thấy ác không giận, thấy thiện không mừng, biểu tình như thế, chính là quốc quân.
Sách Tục Bác vật chí thời Nam Bắc triều chép gần tương tự với Đế vương thế kỷ. Sách Thái bình ngự lãm thời Thanh dẫn lại Lục Thao, chỉ chép một đoạn nói về Khương Tử Nha.

## Trong văn hóa
Trong tiểu thuyết Phong thần diễn nghĩa, Thương Dung xuất hiện ở hồi 1, là nguyên lão ba triều, giữ chức thừa tướng triều Thương, được vua Trụ cùng các quan viên tướng lĩnh trong triều đình kính trọng. Thương Dung đề nghị vua Trụ đến viếng miếu Nữ Oa, lại thành khởi đầu cho sự diệt vong của nhà Thương.
Khi vua Trụ muốn bắt các chư hầu tuyển mỹ nữ trong thiên hạ dâng vào cung, Thương Dung khuyên can nhưng không được, dẫn tới việc Tô Hộ tạo phản, hồ ly tinh vào cung. Sau đó, Đỗ Nguyên Tiển phát hiện trong cung có yêu khí, báo cho Thương Dung tấu lên thiên tử. Trụ vương đem lời này là yêu ngôn hoặc chúng, cho người đem Nguyên Tiển chém đầu. Đại phu Mai Bá biết chuyện, thuyết phục Thương Dung hướng Trụ vương cầu tình. Cuối cùng, Nguyên Tiển vẫn bị chém, Mai Bá bị bào lạc thiêu chết. Thương Dung nản lòng, từ quan về quê.
Về sau, Đát Kỷ hại chết Khương hoàng hậu, lại muốn giết hại hoàng tử Ân Giao, Ân Hồng. Tướng quân Phương Bật, Phương Tương hộ vệ hai hoàng tử thoát khỏi hoàng cung. Trên đường đi, Ân Giao gặp gỡ Thương Dung. Thương Dung biết chuyện, vô cùng tức giận, trở về Triều Ca viết tấu chương phê phán vua Trụ trầm mê tửu sắc, đánh mất luân thường. Trụ vương nổi giận, hạ lệnh xử tử Thương Dung. Thương Dung cho rằng chết trên tay Trụ vương là sỉ nhục, liền lao đầu vào cột điện, toang óc mà chết:
Hôn quân vô đạo, mê Ðát Kỷ hành hình chính cung là lỗi đạo phu thê, nghe lời dua nịnh hại hai con là lỗi tình phụ tử, làm bào lạc hại tôi trung là bỏ đạo quân thần. Trung cương đổ nát, không sợ đất trời, không sợ tiếng nghĩa nhân nguyền rủa, không tiếc cơ nghiệp của tiên vương, mai sau chết đi còn mặt mũi nào mà thấy mặt tiên đế?
Khương Tử Nha phong thần, phong Thương Dung làm Ngọc Đường tinh quân (玉堂星).